# Паметник на Рачо Ковача
Паметникът на Рачо Ковача е паметник в река Янтра в Габрово. Това е единственият паметник построен в река в България.

## Местоположение
Издигнат е на скалата „Грамадата“ срещу моста „Игото“, на ул. „Софроний Врачански“ 1А.

## История
Рачо Ковача е основателят на Габрово, поставяйки началото на занаятчийското поселище. По произход от Боженци, той се пренася тук, като първоначално подковава конете на керванджиите и ремонтира каруците им. През годините Рачо създава семейство и по неговия пример се преселват трайно други.
Според легендата от габъровото дърво над работилницата му е дошло името на града.

### Легенда
Прословути с Габровския карнавал на хумора, габровци се шегуват, че поставили статуята на Рачо Ковача върху канара в река Янтра, за да се пести жилищна площ и за да не се харчат пари за цветя на паметника. Според легендата от габъровото дърво над работилницата на ковача произлиза името на града.

## Композиция
Статуята е направена от бронз, а неин скулптор е Любомир Далчев. Изобразява здрав мъж, държащ в едната си ръка ковашки чук, а в другата клещи, хванали парче метал върху наковалня.
По случай Деня на Габрово паметникът бива преобличан в традиционна българска носия.

## Галерия
- Паметникът на канарата
- Паметникът срещу моста „Игото“
- Паметникът пременен през 2013 г.